# Harold Peto

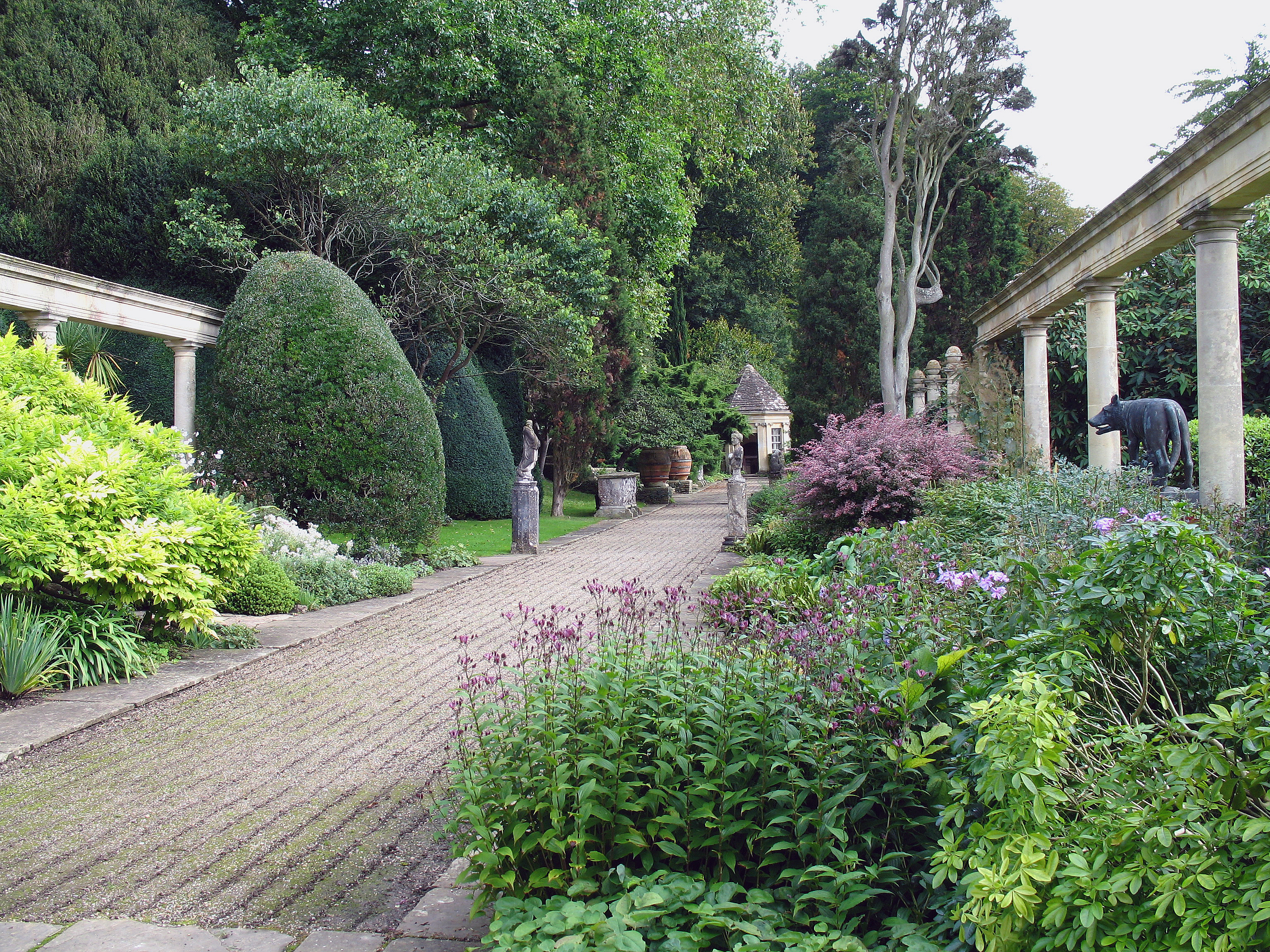
Zahrady vytvořené architektem H. Peto v Iford Manor

Harold Ainsworth Peto (Royal Institute of British Architects - FRIBA) (11. července 1854, Londýn – 16. dubna 1933, Iford Manor) byl britský architekt a zahradní architekt, který pracoval ve Velké Británii a v oblasti Provence, Francie. Mezi nejznámější zahrady které upravil patří zahrady v Iford Manor, Wiltshire, Buscot Park v Oxfordshire, West Dean House v Sussexu a Ilnacullin, County Cork, Irsko.

## Život
Harold Ainsworth Peto se narodil v Londýně dne 11. července 1854. Byl synem prosperujícího stavitele, inženýra a železničních dodavatele, Samuela Mortona Peto z Somerleyton Hall v Lowestoft, Suffolk, a Sarah Ainsworth (rozená Kelsall), otcovy druhé manželky. Harold měl čtyři nevlastní bratry a sestry a deset bratrů a sester. Somerleyton Hall, kde Harold v dětství žil, byl přestavěn v roce 1840 v novorenesančním slohu. Měl velkou zimní zahradu a parter navržený Williamem Andrewsem Nesfieldem. V roce 1855 se Haroldův otec stal baronetem, ale v roce 1860 se jeho firmy dostaly do problémů, takže v roce 1863 prodal Somerlyton Hall a v roce 1866 zkrachoval. Krátce na to byl Harold Ainsworth Peto poslán na Harrow School (1869-1871), ale opustil školu v sedmnácti a nepokračoval ve vyšším vzdělávání.

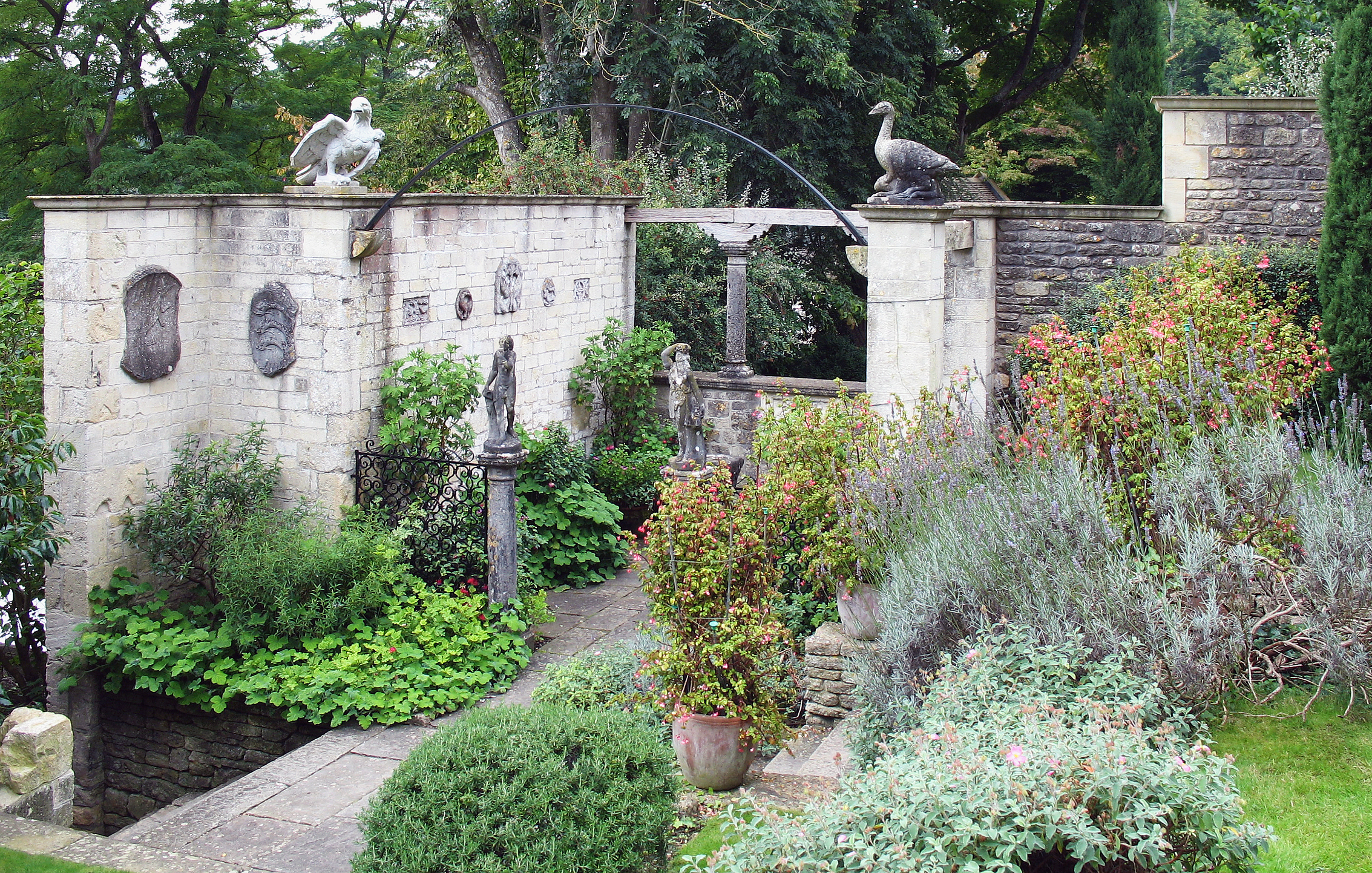
Zahrada v IIford Manor

Po skončení školy se učil téměř rok na truhláře, a pak začal spolupracovat s architektem J. Clementsem Lowestoftem. O rok později se stal spolupracovníkem londýnských architektů, Karslake a Mortimery.
V roce 1876 odešel Harold Ainsworth Peto spolupracovat s architektem George Ernest a toto partnerství trvalo šestnáct let. Domy které navrhoval Harold Ainsworth Peto s Georgem Ernestem lze najít v Kensingtonu a Chelsea, patří mezi ně ale i venkovské domy
V roce 1883 se stal Peto členem Royal Institute of British Architects (RIBA), ale špatný zdravotní stav jej přiměl opustit Londýn  V průběhu těchto let si vedl deníky zaznamenávající jeho rozsáhlé cesty které vedly do Itálie, Ameriky, Španělska  a Řecka.
V roce 1892 ukončil Peto partnerství s Ernestem Georgem a usadil se v Kentu (1892-1895) a potom v Landford House poblíž Salisbury (1896-1899). Opět léta cestoval, do Egypta, Itálie, Německa a Francie, a v roce 1898 udělal cestu kolem světa, která zahrnovala nívštěvu Japonska .
V roce 1899 se Peto přestěhoval do Iford Manor v hrabství Wiltshire se svým přítelem, Henrym Avray Tippingem. Přebudoval jej a rozšířil zahradu, vyzkoušel nové nápady a začlenění artefaktů získaných při svých cestách po celém světě. Zahrada v Ifordu ilustruje zejména jeho vztah k Arts and Crafts, přístup k architektuře a zahradnímu designu.

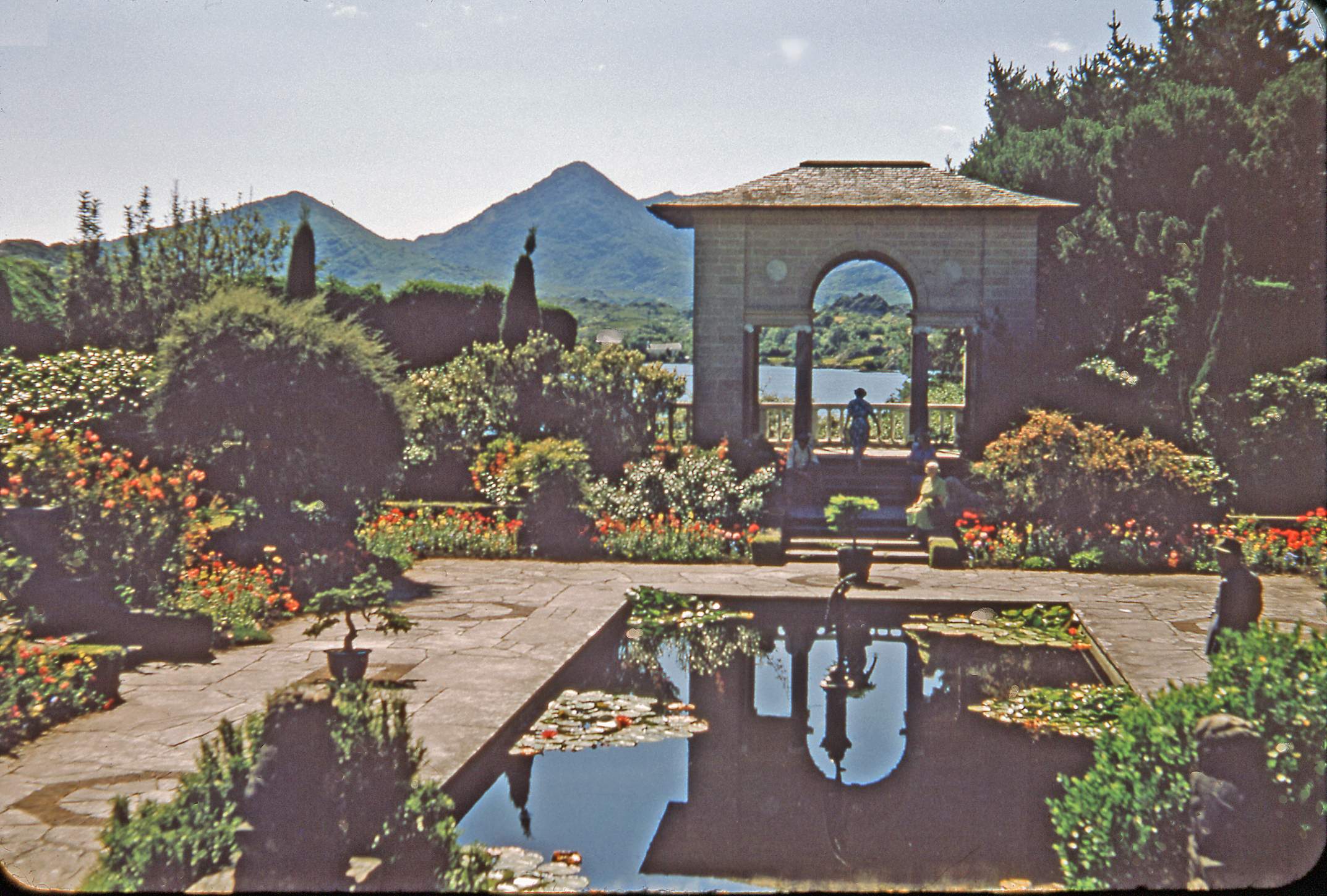
Italská zahrada v Ilnacullin v roce 1955.
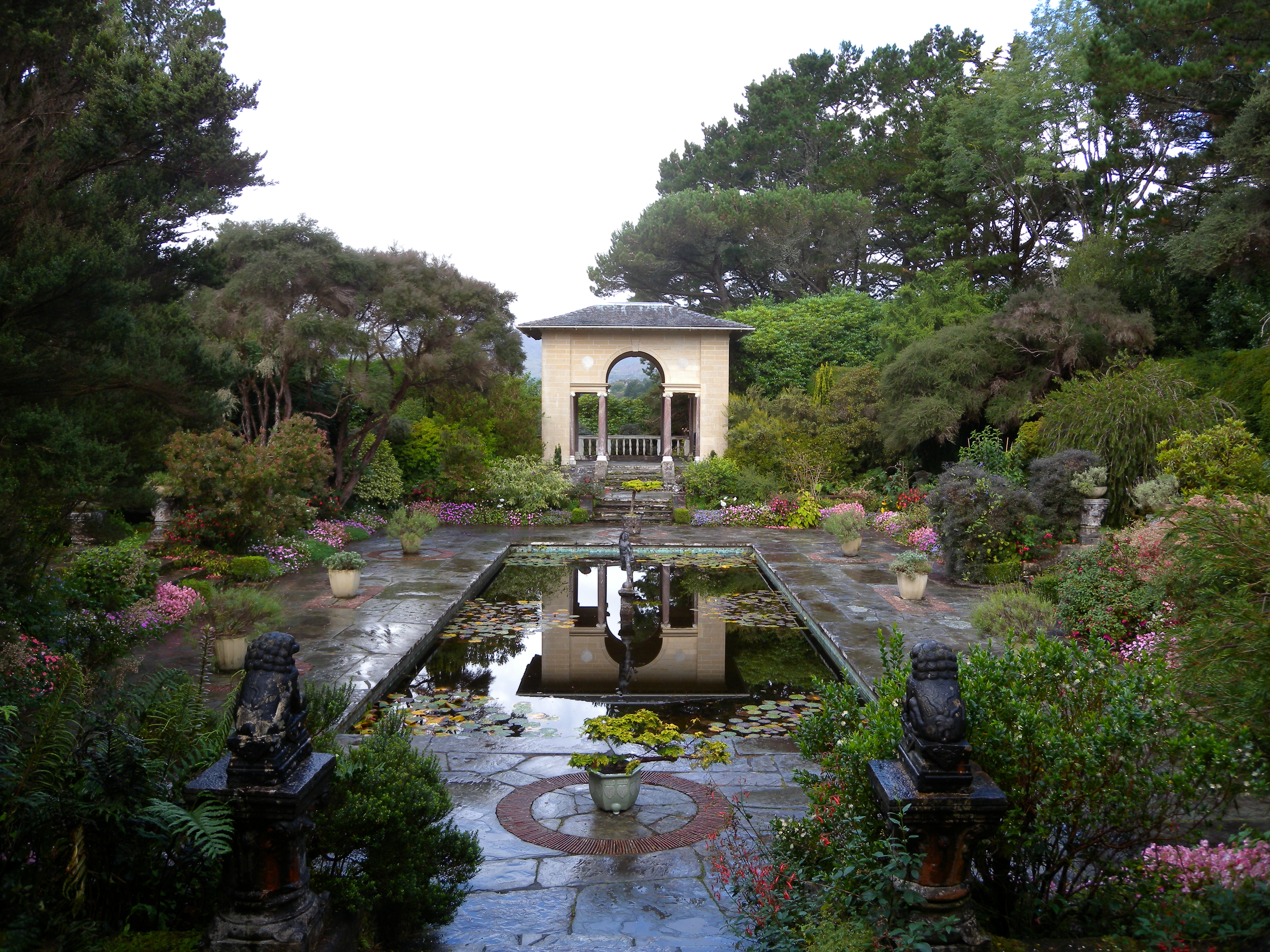
Italská zahrada v Ilnacullin v roce 2009
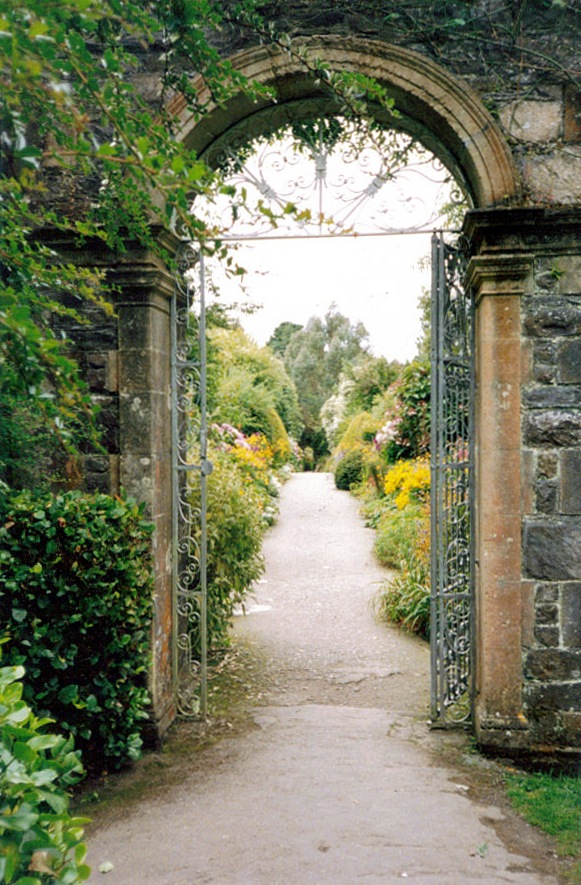
Ilnacullin
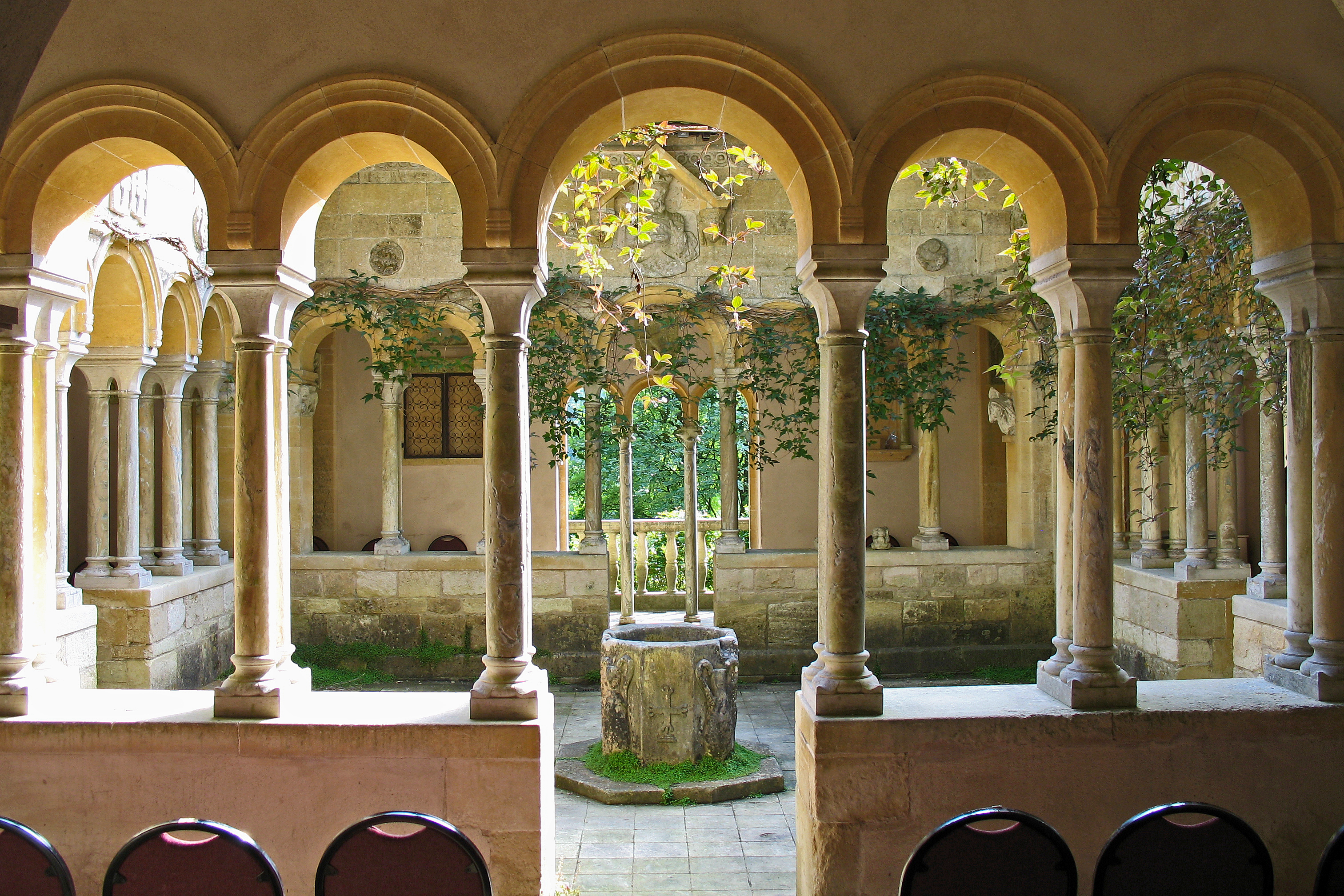
Iford Manor
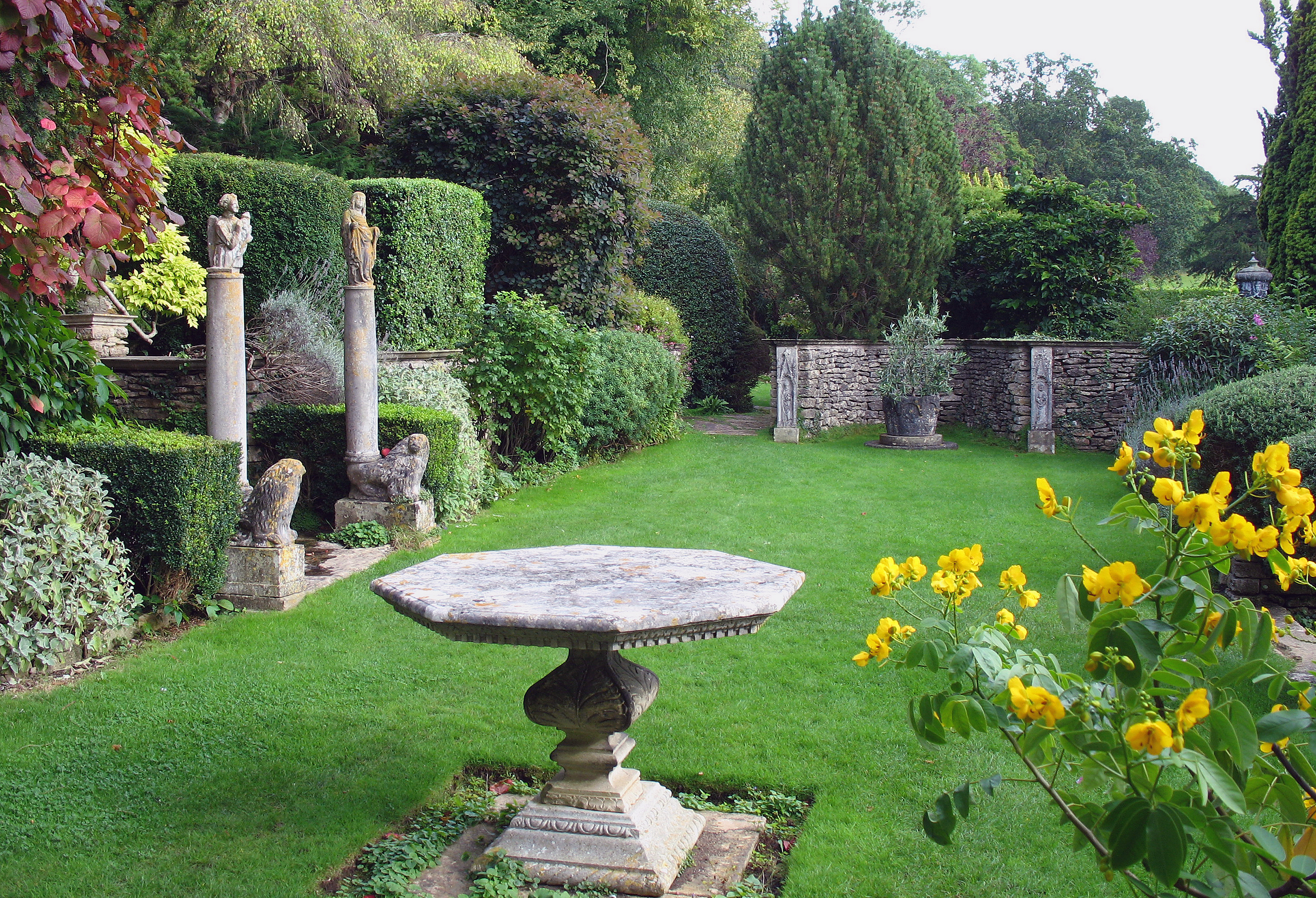
Iford Manor
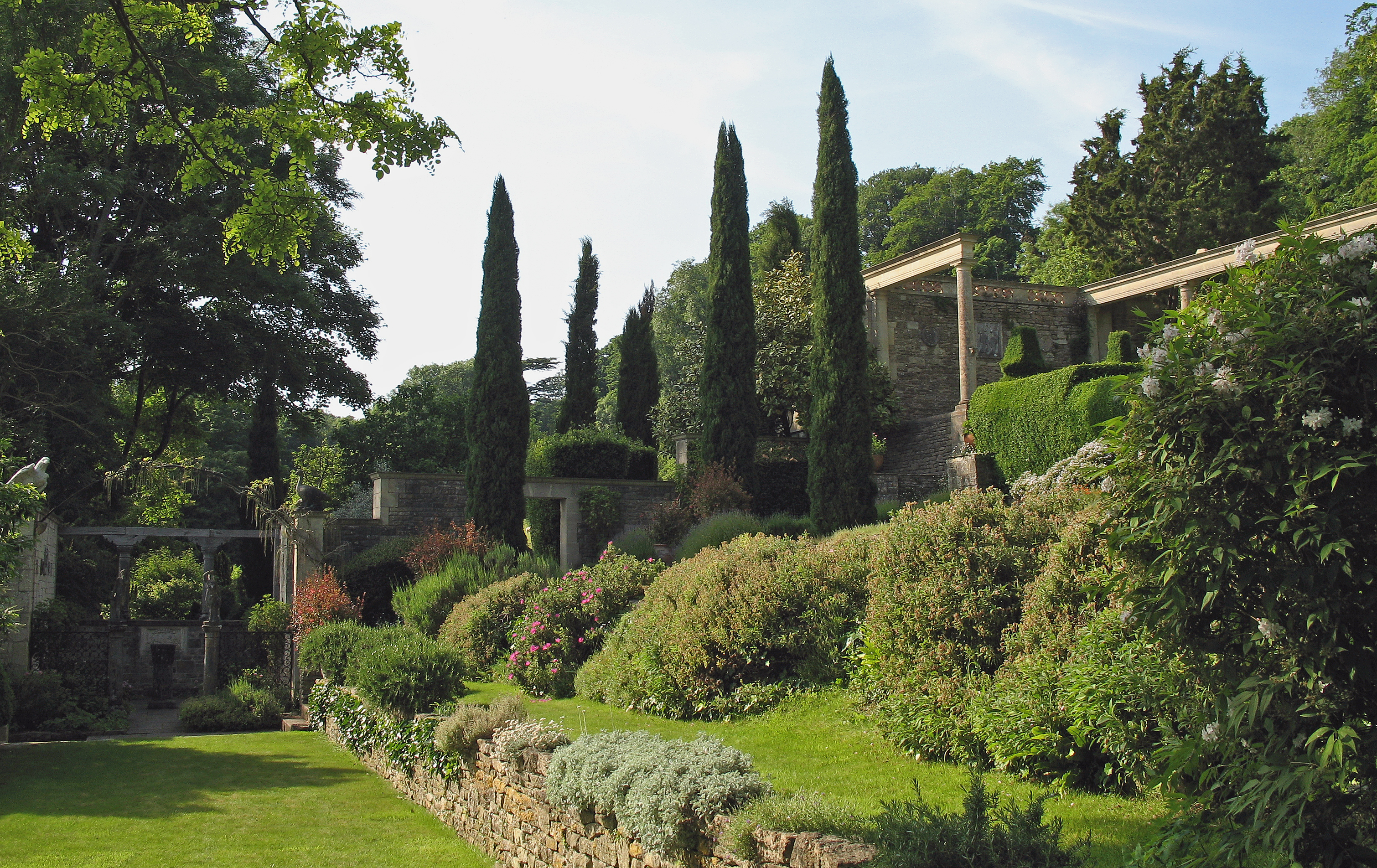
Iford Manor
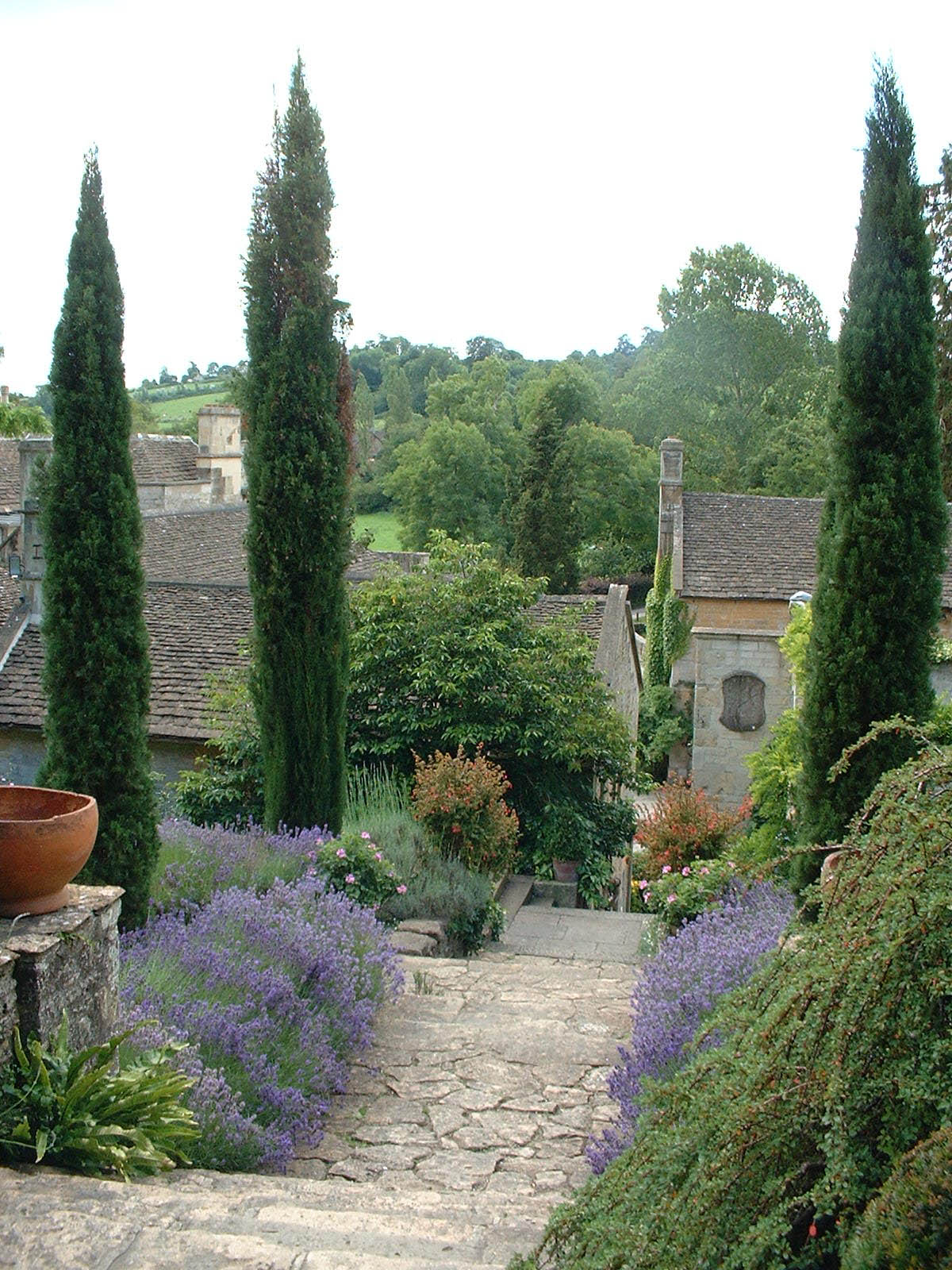
Peto garden v Iford manor

Většina velkých zakázek navržená architektem Harold Ainsworth Peto byla provedena v letech 1900 až 1914. Jeho projekty zahrnují práci na Easton Lodge v Essexu, West Dean House v Sussexu, Crichel House v Dorsetu, Petwood v Lincolnshire, High Wall v Oxfordu, Buscot Park v Oxfordshire, Hartham Park v Wiltshire, Bridge House v Surrey, Heale House ve Wiltshire, Wayford Manor House v Somersetu, Burton Pynsent House v Somersetu, Ilnacullin v County Cork, v Irsku. Také navrhl řadu zahrad ve Středomoří, ve Francii. V Cannes Isola Bella, a na Cap Ferrat vily Sylvia, Maryland a Rosemary.
Dobrým příkladem práce zahradního architekta Harold Ainsworth Peto může být úprava ve West Dean House, Sussex, nyní sídlo West Dean College, kde jeho 91 m pergola je nejvyšším bodem zahrady. Peto a Ernest George také zařídili prodloužení West Dean House pro Williama Jamese (otce básníka Edwarda Jamese, patrona surrealistického umění. Peto a George vytvořili Oak Room, starou jídelnu a schodiště, které stále ještě jsou součástí West Dean College.
Peto s také v roce 1907 podílel na vytvoření interiéru první třídy v trans-Atlantickém plavidle Mauretania.
Harold Ainsworth Peto zemřel v Iford Manor 16. dubna (na Velikonoce), v roce 1933.